# Moosach (München)
Moosach is een stadsdeel (Duits: Stadtbezirk) van de Duitse stad München, deelstaat Beieren. Moosach wordt ook aangeduid als stadsdeel 10.
Eind 2018 telde het 11 km² grote stadsdeel 54.223 inwoners.
Het district ligt in het noordwesten van de stad en strekt zich uit van de Landshuter Allee, de daar geldende naam van de Mittlerer Ring, in het oosten over het emplacement van het München Nord Rangierbahnhof in het noorden en de Waldhornstraße in het westen tot het grote kerkhof Westfriedhof in het zuiden.
Naburige districten zijn Feldmoching-Hasenbergl in het noorden, Milbertshofen-Am Hart in het oosten, Neuhausen-Nymphenburg in het zuiden, Pasing-Obermenzing in het zuidwesten en Allach-Untermenzing in het westen.
Het stadsdeel kan onderverdeeld worden in de wijken Hartmannshofen, Pressestadt en Borstei. Het voormalige dorp Moosach dankt zijn naam aan een bijna 60 km lange linkerzijrivier van de Isar. De oorspronkelijke koers van de Moosach wordt nu aangeduid als het Feldmochinger Mühlbach en is sinds de aanpassing van de waterhuishouding in Oberschleißheim naar de gekanaliseerde Würm afgeleid.

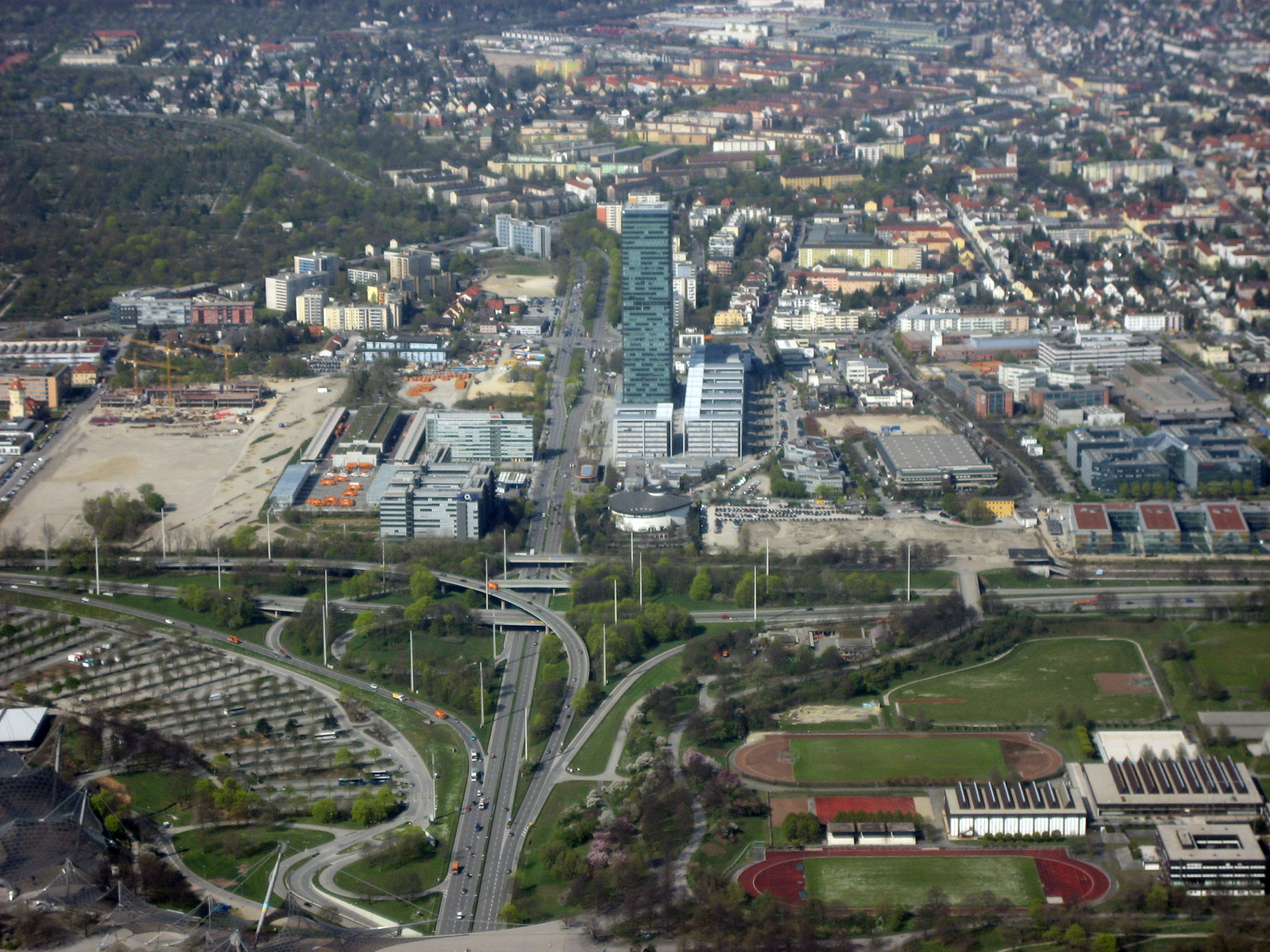
Luchtopname

Allach-Untermenzing · 
Altstadt-Lehel · 
Au-Haidhausen · 
Aubing-Lochhausen-Langwied · 
Berg am Laim · 
Bogenhausen · 
Feldmoching-Hasenbergl · 
Hadern · 
Laim · 
Ludwigsvorstadt-Isarvorstadt · 
Maxvorstadt · 
Milbertshofen-Am Hart · 
Moosach · 
Neuhausen-Nymphenburg · 
Obergiesing-Fasangarten · 
Pasing-Obermenzing · 
Ramersdorf-Perlach · 
Schwabing-Freimann · 
Schwabing-West · 
Schwanthalerhöhe · 
Sendling · 
Sendling-Westpark · 
Thalkirchen-Obersendling-Forstenried-Fürstenried-Solln · 
Trudering-Riem · 
Untergiesing-Harlaching